# Крісанн Гордон
Крісанн Гордон (англ. Chrisann Gordon, нар. 18 вересня 1994) — ямайська спринтерка, срібна призерка Олімпійських ігор 2016 року, чемпіонка світу.

## Виступи на Олімпіадах
| Олімпіада           | Дисципліна            | Місце |
| ------------------- | --------------------- | ----- |
| Ріо-де-Жанейро 2016 | естафета 4×400 метрів | 2     |

## Зовнішні посилання
- Крісанн Гордон Профіль у IAAF (англ.)
- Крісанн Гордон — олімпійська статистика на сайті Sports-Reference.com (англ.) (архівна версія)